# Ewa Zaleska (polonistka)
Ewa Zaleska (ur. w Opolu) – polska filolog i pisarka. W swojej twórczości zajmuje się literaturą kobiecą i powieścią kryminalną.

## Życiorys
Ukończyła filologię polską na Uniwersytecie Wrocławskim. Pracowała jako nauczycielka języka polskiego, w opolskich rozgłośniach radiowych oraz na stanowisku dyrektora drukarń w Opolu.

## Publikacje książkowe[2][3]
- Cień bliźniaka (2009)
- Siostrzyczka miłosierdzia (2009)
- Ja tu jeszcze wrócę (2010)
- Zbyt wielkie serce (2014); powieść kryminalna